# Mirja Hietamies
Mirja Hietamies, född 7 januari 1931 i Klemis, död 14 mars 2013 i Savitaipale, var en finländsk längdskidåkare som tävlade under 1950-talet. Hon vann OS-guld 1956 på 3 x 5 kilometer och OS-silver 1952 på 10 kilometer.